# Afanancio
Afanancio es un personaje de historietas argentino, creado por Adolfo Mazzone.

## Tipología
Su característica principal son sus rápidos dedos que le permiten robar (en lunfardo: afanar) cualquier clase de objetos a otras personas sin que estos se percaten, y también aprovecharse de señoritas que -supuestamente- no se aperciban de su presencia. A pesar de que su habilidad lo emparenta con los ladrones, el personaje en sus aventuras siempre se encarga de arruinar los planes de toda clase de delincuentes realmente peligrosos. Junto a personajes como Capicúa, Piantadino o Batilio; Afanancio retrata claramente y de forma humorística ciertos arquetipos clásicos de los argentinos (más precisamente de los porteños) de la clase media y baja, sus "avivadas" (aprovechamiento de distracciones o huecos de vigilancia) y el vivir sin trabajar

## Trayectoria editorial
Las aventuras de Afanancio gozaron de gran popularidad en los 1960s y 1970s publicándose sus aventuras en álbumes de un formato similar al de las "Andanzas de Patoruzú" hasta el año 2001 cuando la editorial Seijas que publicaba las revistas del personaje cerró sus puertas, la tirada de la revista era cada vez menor por lo que muchos no se enteraron de la desaparición de los álbumes de Afanancio.